# Sybra trapezoidalis
Sybra trapezoidalis là một loài bọ cánh cứng trong họ Cerambycidae.